# ان‌جی‌سی ۳۹۸۱
ان‌جی‌سی ۳۹۸۱ (انگلیسی: NGC 3981) یک کهکشان مارپیچی بدون میله است که در فاصلهٔ ۶۲ میلیون سال نوری از منظومه شمسی در صورت فلکی پیاله قرار دارد.این کهکشان در ۷ فوریه ۱۷۸۵ توسط ویلیام هرشل کشف شد.
ان‌جی‌سی ۳۹۸۱ عضوی از گروه ان‌جی‌سی ۴۰۳۸.است که بخشی از ابرخوشه سنبله است.